# Robert Nebřenský
Robert Nebřenský (ur. 8 lutego 1964 w Pradze) – czeski aktor, muzyk, komik, autor tekstów i kompozytor.

## Życiorys
W początkach swojej kariery współpracował z popularnym czeskim teatrem Sklep. W latach 1986–2003 występował w zespole Vltava, gdzie komponował większość utworów.

## Filmografia
- 2008: Tobruk

## Utwory
- 1994:  Modrý život
- 1994: Básník les
- 1994:  Náklad štěstí
- 1994: Lupiči
- 1996: Beryl a Reform
- 1996: Nový život kočky
- 1997:  Marx, Engels, Beatles
- 1997: Zajíc a koza
- 1997: Smutný příběh Váni
- 1997:  Konečně volnej
- 1997: Blanokřídlý výtah
- 1997: Mayn Rue Plats
- 1997: Silnice
- 2000: Bezvadnej chlap